# An Post-ChainReaction/Saison 2014
Dieser Artikel listet Erfolge und Fahrer des Radsportteams An Post-ChainReaction in der Saison 2014 auf.

## Erfolge in der UCI Europe Tour
In der Saison 2014 gelangen dem Team nachstehende Erfolge in der UCI Europe Tour.
| Datum       | Rennen                                           | Kat. | Sieger              |
| ----------- | ------------------------------------------------ | ---- | ------------------- |
| 6. April    | 3. Etappe Le Triptyque des Monts et Châteaux     | 2.2  | Owain Doull         |
| 4.–6. April | Gesamtwertung Le Triptyque des Monts et Châteaux | 2.2  | Owain Doull         |
| 18. Mai     | 1. Etappe An Post Rás                            | 2.2  | Robert-Jon McCarthy |
| 26. Juni    | Irische Meisterschaft – Einzelzeitfahren (U23)   | CN   | Ryan Mullen         |
| 29. Juni    | Irische Meisterschaft – Straßenrennen            | CN   | Ryan Mullen         |

## Abgänge – Zugänge
| Zugänge             | Team 2013           | Abgänge                     | Team 2014                                      |
| ------------------- | ------------------- | --------------------------- | ---------------------------------------------- |
| Bobbie Traksel      | Champion System     | Sam Bennett                 | Team NetApp-Endura                             |
| Kevin Claeys        | Crelan-Euphony      | Alphonse Vermote            | Vastgoedservice-Golden Palace Continental Team |
| Ryan Mullen         | Team IG-Sigma Sport | Nicolas Vereecken           | Vérandas Willems                               |
| Marcus Christie     | Neoprofi            | Niels Wytinck               | BVC-Soenens                                    |
| Owain Doull         | Neoprofi            | Pieter Ghyllebert           | Dovy Keukens-Vind                              |
| Conor Dunne         | Neoprofi            | Ronan McLaughlin            | Inishowen Gateway Hotel                        |
| Robert-Jon McCarthy | Neoprofi            | Niko Eeckhout               | Karriereende                                   |
|                     |                     | Steven Van Vooren           | Unbekannt                                      |
|                     |                     | Bobbie Traksel (bis 04.06.) | Unbekannt                                      |

## Mannschaft
| Name                | Geburtstag        | Nationalität           |              |
| ------------------- | ----------------- | ---------------------- | ------------ |
| Shane Archbold      | 2. Februar 1989   | Neuseeland             |              |
| Marcus Christie     | 18. Januar 1991   | Irland                 |              |
| Kevin Claeys        | 26. März 1988     | Belgien                |              |
| Owain Doull         | 2. Mai 1993       | Vereinigtes Königreich |              |
| Seán Downey         | 10. Juli 1990     | Irland                 |              |
| Conor Dunne         | 22. Januar 1992   | Irland                 |              |
| Wout Franssen       | 9. Dezember 1992  | Belgien                |              |
| Kieran Frend        | 22. März 1989     | Vereinigtes Königreich |              |
| Aaron Gate          | 26. November 1990 | Neuseeland             |              |
| Robert-Jon McCarthy | 30. März 1994     | Australien             |              |
| Mark McNally        | 20. Juli 1989     | Vereinigtes Königreich |              |
| Ryan Mullen         | 7. August 1994    | Irland                 |              |
| Glenn O’Shea        | 14. Juni 1989     | Australien             |              |
| Laurent Vanden Bak  | 2. Oktober 1989   | Belgien                |              |
| Jack Wilson         | 10. August 1993   | Irland                 |              |
| Stagiaires          | Stagiaires        | Nationalität           | Nationalität |
| David McCarthy      | David McCarthy    | Irland                 |              |